# Ichi-go ichi-e
Ichi-go ichi-e (japanisch: 一期一会, IPA: [it͡ɕi.ɡo it͡ɕi.e], wörtlich "Einmalige Begegnung, einzigartiger Moment") ist ein japanisches Vier-Zeichen-Idiom (yojijukugo), das das kulturelle Konzept beschreibt, die einmalige Natur eines Moments zu schätzen. Dieser Begriff hat enge Verbindungen zur japanischen Teezeremonie und zur Philosophie des Zen-Buddhismus. Er betont die Idee, dass jede Begegnung oder Zusammenkunft einzigartig ist und nicht repliziert werden kann, wobei die Bedeutung liegt, jede Erfahrung zu schätzen. Der Begriff verweist auf die Tatsache, dass kein Moment im Leben wiederholt werden kann. Selbst wenn dieselbe Gruppe von Menschen wieder am selben Ort zusammenkommt, wird sich eine bestimmte Zusammenkunft nie wiederholen, und daher ist jeder Moment immer ein einmaliges Erlebnis. Das Konzept bei der japanischen Teezeremonie insbesondere mit den Teemeistern Sen no Rikyū und Ii Naosuke in Verbindung gebracht.

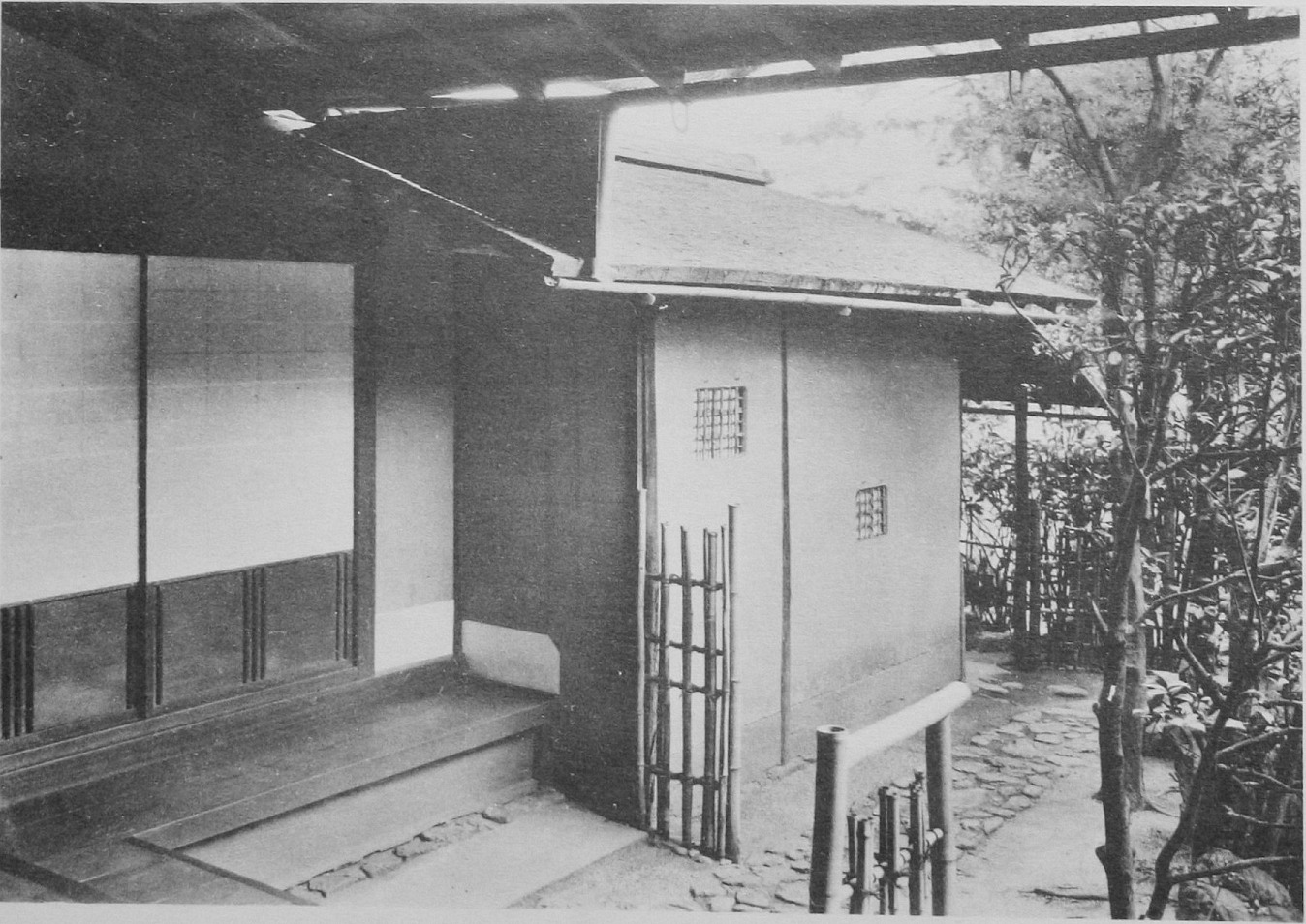
Sen no Rikyū's chashitsu

## Etymologie

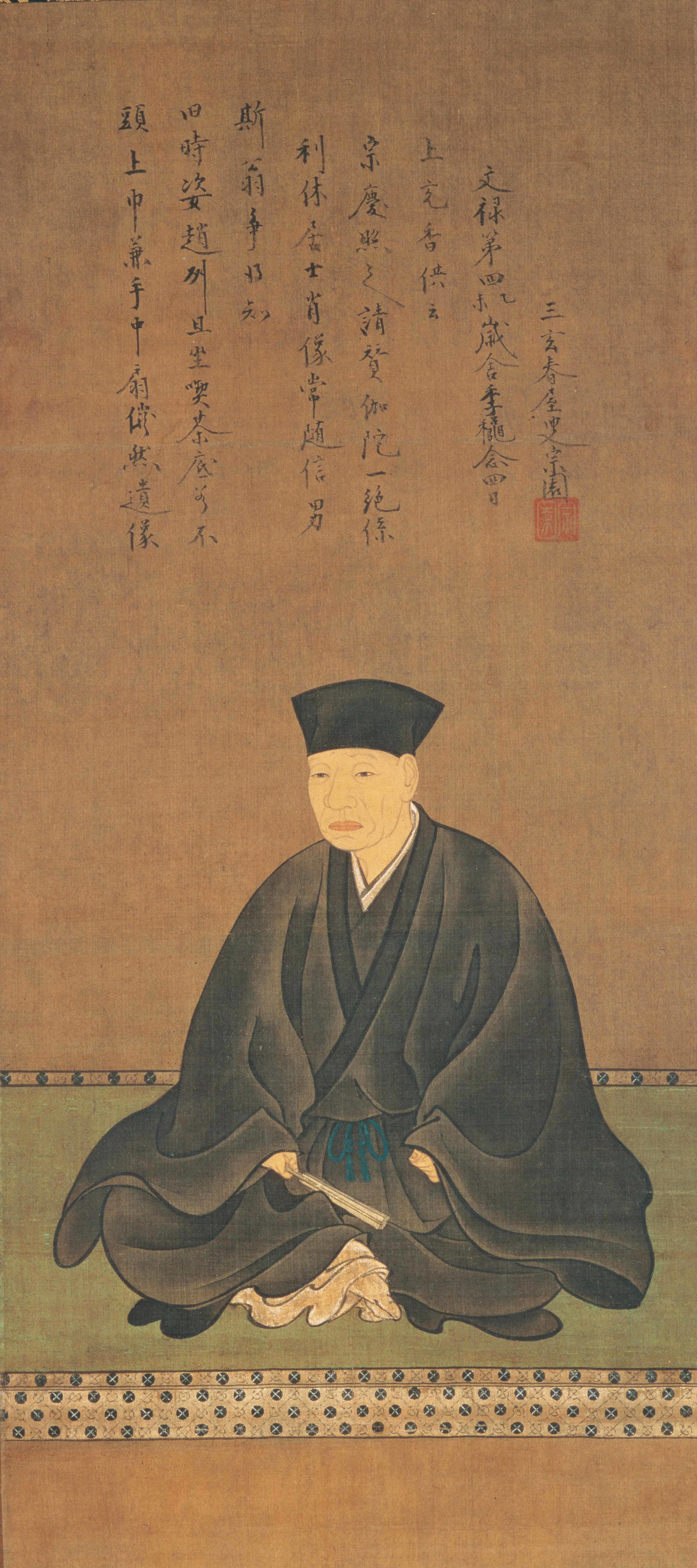
Sen no Rikyu

Der Ursprung von ichi-go ichi-e kann auf das 16. Jahrhundert zurückgeführt werden, auf den Tee-Meister Sen no Rikyū. Der Begriff hat seine Wurzeln in seinem Ausdruck ichigo ni ichido (一期に一度), was übersetzt "eine Chance im Leben" bedeutet. Rikyūs Schüler, Yamanoue Sōji, vertiefte dieses Konzept und betonte die Bedeutung, jede Begegnung zu behandeln, als wäre sie eine einmalige Gelegenheit im Leben.

## Konzept und Verwendung
Ichi-go ichi-e ist eng verbunden mit der Philosophie der Vergänglichkeit im Zen-Buddhismus. Es ist besonders mit der japanischen Teezeremonie verbunden, bei der die Teilnehmer an die Vergänglichkeit der Momente erinnert werden. Der Begriff erinnert daran, jede Zusammenkunft zu schätzen, da selbst Treffen mit denselben Personen am selben Ort niemals genau repliziert werden können. Das Konzept erstreckt sich über die Teezeremonie hinaus und ist auch in den Kampfkünsten zu beobachten, wo Praktizierende ermutigt werden, Techniken mit einem Gefühl der Endgültigkeit und des Engagements anzugehen.

## In der Populärkultur
Das Konzept von ichi-go ichi-e hat seinen Weg in verschiedene Bereiche der Populärkultur gefunden:
- Der rumänische Dirigent Sergiu Celibidache ließ sich von Zen-Buddhismus, einschließlich ichi-go ichi-e, inspirieren, um einzigartige Konzerterlebnisse zu schaffen.
- Amino Kiku bekam im Jahr 1967 den Yomiuri-Literaturpreis für ihr Werk: „Ichigo Ichie“(一期一会) – „Zur Zeit ein Treffen“.
- Der Film Forrest Gump wurde in Japan mit dem Begriff im Untertitel veröffentlicht und spiegelt die Themen des Films wider.
- Der Begriff YOLO folgt dieser Lebenseinstellung.
- Der Begriff ist die Lieblingsphrase von Hiro Nakamura in der NBC-Serie Heroes.
- Er wird in einer Episode des Anime Azumanga Daioh verwendet.
- Er ist auch ein Songtitel im Soundtrack von Kareshi Kanojo no Jijo.
- Der Begriff wird im Manga Boys Over Flowers und später in mehreren Episoden seiner Adaption von 2005 verwendet. Einer der Hauptcharaktere der Serie, Sojiro Nishikado, der Sohn eines Großmeisters, verwendet den Begriff, um Mädchen anzusprechen. Er erkennt später seine wahre Bedeutung, als er die Chance verpasst, bei seiner ersten Liebe zu sein.[1]
- Er wird auch im Titel des Albums 151a von Kishi Bashi verwendet, der auf Japanisch als "ichi-go-ichi ē" ausgesprochen wird.
- Indiens Premierminister Narendra Modi verwendete den Begriff, um Treffen zwischen Indien und Japan während seines Staatsbesuchs in dem Land am 11. November 2016 zu beschreiben.
- Der Begriff ist der Titel der 8. Episode der 4. Staffel von Mozart in the Jungle, in der eine Teezeremonie im Mittelpunkt steht, bei der die Kanji-Zeichen von Ichi-go Ichi-e im Raum angezeigt werden.
- Der Begriff wird auch in der 6. Episode der 8. Staffel von Anthony Bourdain: Parts Unknown erwähnt, "Japan with Masa".
- Ichigo Ichie ist ein mit einem Michelin-Stern ausgezeichnetes japanisches Restaurant in Cork, Irland.
- Ichi go Ichi e ist der Name einer Ramen-Bar in Graz, Österreich sowie in Linz, Österreich.
- Der Name von Ichigo Inc., einem japanischen Immobilien- und erneuerbare Energien-Unternehmen, leitet sich von Ichi-go ichi-e ab.[2]
- Der Microhouse-Produzent Guillaume Coutu Dumont produzierte einen Song namens Ichi-go ichi-e.
- Ichigo Ichie ist der Name eines Cocktails aus Sake, Wermut und Gin.